# عبد الغني المقدسي
عبد الغني بن عبد الواحد بن علي بن سرور بن رافع بن حسن بن جعفر المقدسي الجماعيلي الدمشقي الحنبلي هو الحافظ تقي الدين أبو محمد عبد الغني بن عبد الواحد بن علي بن سرور بن رافع بن حسن بن جعفر بن إبراهيم المقتول بن إسماعيل بن الأمير جعفر السيد الأغر بن إبراهيم الاعرابي بن أبو جعفر محمد الرئيس الجواد بن علي الزينبي بن عبد الله بحر الجود بن جعفر الطيار بن أبي طالب، المقدسي الجماعيلي صاحب كتاب عمدة الأحكام، ولد بجماعيل من أرض نابلس من بيت المقدس في ربيع الآخر، إذ هو أكبر من ابن قدامة المقدسي بأربعة أشهر، وابن قدامة ولد في شعبان سنة 541 ، وربيع الآخر يوافق 1146، ولكنه سرعان ما انتقل مع أسرته من بيت المقدس إلى دمشق.

## حياته العلمية
اتجه الحافظ عبد الغني المقدسي إلى طلب العلم في سن مبكرة، فقد تتلمذ في صغره على يد الشيخ محمد بن أحمد بن قدامة المقدسي -عميد أسرته- ثم تتلمذ على شيوخ دمشق وعلمائها فأخذ عنهم الفقه وغيرها من العلوم، ومن هؤلاء الشيوخ أبو المكارم بن هلال وسلمان بن علي الرحبي وأبي عبد الله محمد بن حمزة القرشي.
ثم ارتحل إلى بغداد سنة 561، فأنزل عند الشيخ عبد القادر الجيلي (الكيلاني) وأقام ببغداد نحو أربع سنين، اشتغل فيها بالحديث والفقه، ثم رجع إلى دمشق سنة 565، وما لبث أن رحل الحافظ إلى مصر ودخل الإسكندرية في سنة 566 وأقام مدة عند الحافظ أبي طاهر السلفي (توفي سنة 576)، وله رحلة أخرى إلى السلفي سنة 570، ثم سافر بعدها إلى أصبهان وأقام بها مده.

## ثناء العلماء عليه وصفته
قال الذهبي عن الحافظ المقدسي «الإمام العالم الحافظ الكبير الصادق العابد الأثري المتبع»، وقال سبط بن الجوزي «كان عبد الغني ورعاً زاهداً عابداً يصلي كل يوم ثلاثمائة ركعة، ويقوم الليل ويصوم عامة السنة، وكان كريماً جواداً لا يدخر شيئاً ويتصدق على الأرامل والأيتام حيث لا يراه أحد، وكان يرقّع ثوبه ويؤثر بثمن الجديد، وكان قد ضعف بصره من كثرة المطالعة والبكاء، وكان أوحد زمانه في علم الحديث والحفظ»، قال ابن النجار «حدث بالكثير وصنّف في الحديث تصانيف حسنة وكان غزير الحفظ من أهل الإتقان والتجويد، قيما بجميع فنون الحديث عارفاً بقوانينه وأصوله وعلله وصحيحه وسقيمه وناسخه ومنسوخه وغريبه وشكله وفقهه ومعانيه وضبط أسماء رواته ومعرفة أحوالهم، وكان كثير العبادة ورعاً متمسكا بالسنة على قانون السلف»، وعن عبد العزيز بن عبد الملك الشيباني قال: «سمعت التاج الكندي يقول: لم يكن بعد الدارقطني مثل الحافظ عبدالغني»، وعن أبي اليمن الكندي قال:« لم ير الحافظ مثل نفسه»، وقال أبو موسى المديني: «قل من قدم علينا يفهم هذا الشأن، كفهم الشيخ الإمام ضياء الدين أبي محمد عبد الغني المقدسي، وقد وفق لتبين هذه الغلطات، ولو كان الدارقطني وأمثاله في الأحياء لصوبوا فعله، وقل من يفهم في زماننا ما فهم زاده الله علما وتوفيقا»، وقال ابن العماد الحنبلي: «وإليه انتهى حفظ الحديث متنا وإسنادً، ومعرفة بفنونه مع الورع والعبادة والتمسك بالأثر والأمر بالمعروف والنهي عن المنكر»، وقال موفق الدين: «كان الحافظ عبد الغني جامعًا للعلم والعمل، وكان رفيقي في الصبا، وفي طلب العلم، وما كنا نستبق إلى خير إلا سبقني إليه، إلا القليل، وكمل الله فضيلته بابتلائه بأذى أهل البدعة، وعداوتهم، ورزق العلم وتحصيل الكتب الكثيرة إلا أنه لم يعمر».
أما صفته فقد قال الضياء: «وكان ليس بالأبيض الأمهق, بل يميل إلى السمرة، حسن الشعر، كث اللحية، واسع الجبين، عظيم الخلق، تام القامة، كأن النور يخرج من وجهه، وكان قد ضعف بصره من البكاء، والنسخ والمطالعة».

## مؤلفاته
كان الحافظ المقدسي من المكثرين في التصنيف، ومعظم تأليفه في الحديث، وقد أورد عبد الله البصيري صاحب كتاب عقيدة الحافظ عبد الغني المقدسي أنه ألف 56 عنوانًا 
1. عمدة الأحكام.
2. الكمال في أسماء الرجال.
3. المصباح في عيون الأحاديث الصحاح.
4. نهاية المراد من كلام خير العباد.
5. تحفة الطالبين في الجهاد والمجاهدين.
6. محنة الإمام أحمد.
7. اعتقاد الإمام الشافعي.
8. مناقب الصحابة.
9. من مناقب الصحابيات، تحقيق إبراهيم صالح، (سلسلة نوادر الرسائل)، دار البشائر بدمشق، 1994.
10. النصيحة في الأدعية الصحيحة.
11. الترغيب في الدعاء والحث عليه.
12. الثاني من فضائل عمر بن الخطاب.
13. حديث الإفك، تحقيق إبراهيم صالح، (سلسلة نوادر الرسائل)، دار البشائر بدمشق، 1994..
14. مختصر سيرة الرسول وأصحابه العشرة.

## محنته
امتحن الحافظ عبد الغني الحنبلي لمهاجمته عقيدة الأشاعرة أتباع أبي الحسن الأشعري (ت: 324 هـ)، إذ تبنى الوزير السلجوقي نظام الملك (ت: 485 هـ) المذهب الأشعري وفتح للأشعرية المدارس في بغداد وأرجاء العراق، تعرض الحافظ عبد الغني لحملة كبيرة وقاسية من جانب الأشاعرة في كل موطن وبقعة زارها، نظرًا لعلمه الواسع واجتماع طلبة العلم عليه وأيضًا نظرًا لحدته وصرامته عند النقاش.

### محنته في أصبهان
دخل الحافظ عبد الغني أصبهان لسماع الحديث وإسماعه عدة مرات وكانت أصبهان من المحطات الرئيسية التي يجب لكل طالب علم الحديث أن يدخلها، وخلال زياراته المتكررة لأصبهان كوَّن العديد من التلاميذ والطلبة، وقد طالع المقدسي خلال إقامته بأصبهان كتاب أسماء الصحابة للحافظ أبي نعيم وهو من كبار علماء الأشاعرة، فاستدرك عليه في مائتين وتسعين موضعًا، فثارت ثورة الأشاعرة في أصبهان وسعوا إلى رئيس البلد وهو الصدر الخجندي وكان أشعريًا متعصبًا لأبي نعيم، فطلب الحافظ وأراد قتله، فاختفى المقدسي وتحايل تلاميذه حتى أخرجوه خفية من أصبهان قبل أن يصل إليه خصومه فيفتكوا به.

### محنته في الموصل
خلال رحلة الحافظ العلمية دخل مدينة الموصل العراقية وجلس في جامعها الكبير وأخذ في تدريس كتاب الضعفاء للعقيلي، وعندما وصل لذكر أبي حنيفة النعمان وكلام العقيلي عن ضعفه من جهة الحفظ، ثار أهل البلد وكانوا من الأحناف وحبسوه وقرروا قتله ولكن صديقه الواعظ ابن البرنس أنقذه بحيلة ذكية فأطلقوا سراحه.

### محنته في دمشق
كان الحافظ يجلس في الجامع الأموي بدمشق لقراءة الحديث في رواق الحنابلة، وكان درسه مليئًا بالوعظ والذكر والبكاء من خشية الله فاجتمع عليه الناس، وازدحموا على حلقته، فيُقال إن خصومه حسدوه، أمثال القاضي ابن الزكي والخطيب الدولعي وطلبوا المناظرة منه بين يدي والي البلد واسمه برغش، وفي المناظرة احتد الحافظ عليهم واشتد بعد أن علت حجته حجتهم فما كان من الأمير برغش إلا أن أمر بنفيه من دمشق، فدعا الحافظ على من ظلمه وشرده.

### محنته في مصر
بعدما حدث للحافظ من محنة في دمشق، خرج منها إلى بعلبك فأقام بها مدة، فقال له أهلها: إن اشتهيت جئنا معك إلى دمشق نؤذي من آذاك فرفض الحافظ حرصًا على السلامة وعدم إثارة أدنى فتنة بين المسلمين، ثم توجه الحافظ إلى مصر وأخذ في التحديث والتدريس وذلك سنة 595 هـ، فلم يعجب ذلك خصومه في دمشق، فأرسلوا بالعديد من الفتاوى إلى صاحب مصر وهو الملك عماد الدين بن السلطان العظيم صلاح الدين الأيوبي تُشنع ضد الحنابلة عمومًا والحافظ عبد الغني المقدسي خصوصًا، وترميهم بالتجسيم والتشبيه والزندقة، وهكذا حتى عزم عماد الدين على طرد الحنابلة من كل أنحاء مصر والتنكيل بهم، ولكنه مات قبل أن ينفذ عزمه، فعظم بعد ذلك الحنابلة في أعين الناس، ثم أخذ خصومه في تأليب الملك العادل وولده الأمير الكامل محمد ضد المقدسي، وبالغ بعض خصومه فأفتوا بكفره وإباحة دمه، فضاق الأمر بشدة على المقدسي وتكاثرت عليه الهموم والعلل وهو في كل يوم يترقب من يؤذيه ويسعى فيه حتى مات في القاهرة في شهر ربيع الأول سنة 600 هـ وهو دون الستين.

## وفاته
قال الحافظ أبو موسى بن عبد الغني المقدسي: «مرض والدي في ربيع الأول سنة ست مئة مرضًا شديدًا، منعه من الكلام والقيام، واشتد به مدة ستة عشر يوماً»، ثم ما لبث أن توفي المقدسي في يوم الاثنين 25 من شهر ربيع الأول سنة 600 هـ، الموافق 1/ 12/ 1203 [والذي في ترجمته أنه توفي يوم في 23 ربيع الأول لكن ذلك يصادف يوم السبت] وله 59 سنة، ودفن بمقبرة القرافة بمصر, بعدما اضطر للجوء إلى مصر قادما من الشام حيث امتحن في عقيدته.